# Mangifera gedebe
Mangifera gedebe är en sumakväxtart som beskrevs av Friedrich Anton Wilhelm Miquel. Mangifera gedebe ingår i släktet Mangifera och familjen sumakväxter. Inga underarter finns listade i Catalogue of Life.